# Maximilian Kreuzer
Maximilian Kreuzer (* 19. Mai 1960 in Regau; † 26. November 2010 in Wien) war ein österreichischer Physiker.

## Leben
Maximilian Kreuzer absolvierte von 1978 bis 1983 an der Technischen Universität Wien ein Doppelstudium der Technischen Physik und der Technischen Mathematik, das er jeweils mit Auszeichnung im Jahre 1982 bzw. 1983 abschloss. Er promovierte 1986 bei Wolfgang Kummer über vereinheitlichte Theorien der starken, schwachen und elektromagnetischen Wechselwirkungen. In den folgenden Jahren war er Postdoc an der Universität Hannover (LUH) und Erwin-Schrödinger-Stipendiat an der University of California, Santa Barbara, bevor er 1990 Universitätsassistent am Institut für Theoretische Physik der Technischen Universität Wien wurde, wo er sich im Anschluss an einen zweijährigen Forschungsaufenthalt am CERN 1993 habilitierte. Im Jahre 1997 wurde Kreuzer zum Außerordentlichen Universitätsprofessor ernannt. Er leitete bis zu seinem frühen Tod durch eine Krebserkrankung die Arbeitsgruppe Stringtheorie am Institut für Theoretische Physik der Technischen Universität Wien. Sein Grab befindet sich am Ottakringer Friedhof.

## Wirken
Die wichtigsten wissenschaftlichen Leistungen von Kreuzer sind die vollständige Klassifikation von Anomalien in Quantenfeldtheorien (1989, zusammen mit Friedemann Brandt und Norbert Dragon von der LUH) und die Klassifikation aller 3-dimensionalen und 4-dimensionalen reflexiven Polyeder gemeinsam mit Harald Skarke in den Jahren 1998 bzw. 2000
. Höherdimensionale reflexive Polyeder sind für die Stringtheorie von großer Bedeutung, da sie Calabi-Yau-Mannigfaltigkeiten kodieren, und diese in der Stringtheorie die Geometrie der über die gewöhnliche Raumzeit hinausgehenden Dimensionen bestimmen. Die computerunterstützte Klassifikation von Kreuzer und Skarke erweiterte die Zahl der bekannten 6-dimensionalen Calabi-Yau-Mannigfaltigkeiten auf die astronomische Zahl von 473.800.776 Stück.

## Publikationen
- Wissenschaftliche Publikationen (gereiht nach Zahl der Zitierungen)